# ダイアナ・バリモア
ダイアナ・バリモア（Diana Barrymore, 1921年3月3日 - 1960年1月25日）は、アメリカ合衆国出身の女優である。俳優一家のバリモア一家の一員で、父はジョン・バリモア、伯母にエセル・バリモア、伯父にライオネル・バリモアがいる。ジョン・ドリュー・バリモアは異母弟、ドリュー・バリモアは姪にあたる。

## 出演作品

### 映画
- 荒鷲戦隊